# 保岡興治
保岡 興治（やすおか おきはる、1939年〈昭和14年〉5月11日 - 2019年〈平成31年〉4月19日）は、日本の政治家、裁判官、弁護士。位階は正三位。
法務大臣（第69代、第80代）、大蔵政務次官（鈴木善幸内閣）、国土政務次官（第1次大平内閣）、衆議院議員（13期）、衆議院憲法審査会長、裁判官訴追委員会委員長、衆議院政治倫理の確立及び公職選挙法改正に関する特別委員長、裁判官弾劾裁判所裁判長、衆議院国会等の移転に関する特別委員長、同建設委員長、自由民主党憲法改正推進本部長、同税制調査会副会長、同外交・経済連携調査会副会長、同奄美振興特別委員長、同日本経済再生本部副本部長、同知的財産戦略調査会長、同憲法審議会会長代理、同両院議員総会副会長、同独禁法調査会長、同憲法調査会長、同司法制度調査会長、同国家戦略本部事務総長、同金融再生トータルプラン推進特別調査会長、同土地・債権流動化促進特別調査会長、同政務調査会副会長、定期借家権等に関する特別調査会長、同教育改革実施本部本部長代理、同財務委員長、同政治改革本部企画委員長、同副幹事長、同行財政調査会副会長、超党派親子断絶防止を考える議員連盟会長、自由民主党不動産鑑定士制度推進議員連盟会長、自由民主党ひまわり会（法曹資格者の会）会長、自由民主党事業再生・サービサー振興議員連盟会長、超党派たたみ振興議員連盟会長、超党派異常死死因究明制度の確立を目指す議員連盟会長などを歴任した。

## 来歴・人物

### 生い立ち
現在の東京都千代田区生まれ。中学の途中までは鹿児島市内で育つ。父は衆議院議員の保岡武久。鹿児島大学教育学部附属中学校、千代田区立麹町中学校（転校）、東京都立日比谷高等学校卒業。1964年、中央大学法学部卒業。同年10月、24歳で司法試験合格。中大法学部の同窓で司法修習19期同期生に三瀬顕がいる。1967年に判事補に任官し、鹿児島地方裁判所に裁判官として赴任するが、翌1968年に退官し、弁護士登録。

### 政界へ
1969年の第32回衆議院議員総選挙で父・武久が落選し引退を決めたため、総選挙に立候補することを決め、仲人の橋本登美三郎の秘書の肩書きを得る。1972年の第33回衆議院議員総選挙に奄美群島区から無所属で立候補し、初当選。当選後、自民党に追加公認され田中派に所属する。1976年にロッキード事件で田中角栄が逮捕されると、保岡は弁護士として田中弁護団の一員に加わった。
大平正芳内閣の国土政務次官、鈴木善幸内閣の大蔵政務次官や衆議院建設委員長などを歴任。
1985年、田中派の派内勉強会「創政会」に小沢一郎らから勧誘されるが、不参加。1987年7月4日、竹下登、金丸信らによる新派閥「経世会」が結成され、田中派は竹下派、二階堂グループ、中立系の3派に分裂する。保岡は残留し、二階堂グループに属した。
1990年、第39回衆議院議員総選挙で、無所属の特定医療法人徳洲会理事長・徳田虎雄に敗れ、落選。選挙区の旧奄美群島区は、中選挙区制の時代に於いて、唯一の1人区であったが、通称「保徳戦争」と呼ばれ、死人が出るとまで言われるほどの汚い選挙戦が行われる場所として知られていた。この時の選挙で二階堂グループは所属議員の落選・引退で大きく議席を減らして消滅、保岡は落選後に田中派の流れを汲む経世会へ移籍し、自民党政治改革本部の顧問として選挙制度改革に関与することになる。
1993年に行われた第40回衆議院議員総選挙に奄美群島区と統合された旧鹿児島1区から立候補し、当選。国政に復帰した。当選後は小渕派に所属する。この年、自民党は下野し55年体制が終結。

### 自民党離党と復党
1994年の羽田孜首相後の首班指名選挙では、自民党が推す日本社会党委員長の村山富市ではなく、元首相の海部俊樹に投票し、海部に従い離党。
海部を代表とする院内会派・自由改革連合を経て、1994年12月の新進党結成に参加したが、翌1995年に新進党を離党し、自民党に復党する。1998年に山崎派の結成に参加。憲法改正が政治課題として浮上し、衆議院に「憲法調査会」が設置されると保岡は同調査会の幹事に就任。

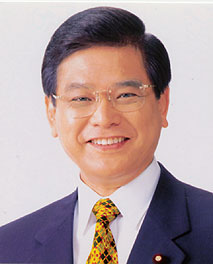
法務大臣就任に伴い公表された肖像（2000年撮影）

2000年7月4日に第2次森内閣にて第69代法務大臣として初入閣（政務次官は公明党の上田勇、12月5日退任）。任期中の2000年11月30日には「警察庁広域重要指定113号事件」（1982年 - 1983年）などで計8人を殺害した死刑囚・勝田清孝（名古屋拘置所在監、1994年に死刑確定）ら死刑囚3人（勝田ら2人が名古屋拘置所、残る1人は福岡拘置所）の死刑を執行した。なおその次の死刑執行は2001年12月27日（練馬一家5人殺害事件・半田保険金殺人事件の死刑囚各1人＝計2人。執行指揮：森山眞弓）だったため、保岡が命じたこの死刑執行は日本における20世紀最後の死刑執行となった。
加藤の乱では、閣僚として身動きの取れない中で、自身と当選同期の山崎拓・加藤紘一の行動を支持することを模索する。加藤らが本会議に出席して森内閣不信任決議案に賛成した場合、加藤派の運輸大臣・森田一と共に、その場で閣僚の辞表を首相の森喜朗に手渡して不信任決議案に賛成票を投じるため、辞表を胸に忍ばせて不信任決議案採決に臨んだ。しかし、採決前に加藤らが折れてしまったため、不信任決議案には反対票を投じた。
2001年、第1次小泉内閣で自民党国家戦略本部が設置されると、同本部事務総長に就任、2004年には自民党憲法調査会会長に就任する。同年11月「憲法改正大綱」の原案を党内に提示。
2005年7月の郵政国会では郵政法案に賛成票を投じ、続く9月11日の第44回衆議院議員総選挙で当選するが、郵政民営化法案の賛否をめぐる党組織内混乱の責任を取って、同年12月に自民党鹿児島県支部連合会会長職を辞した（後任は南野知惠子）。
2008年8月2日 - 2008年9月24日にわたり福田康夫改造内閣にて第81代法務大臣を務め（8年ぶり再任）、2008年9月11日には死刑囚3人（東京拘置所で1人・大阪拘置所で2人）の死刑を執行した。
2009年8月30日の第45回衆議院議員総選挙には公明党の推薦を受けて立候補した が、過去4度退けてきた民主党の川内博史に敗れ、比例復活も出来ずに落選した。
2012年12月16日の第46回衆議院議員総選挙で当選、国政へ復帰した。2014年12月14日の第47回衆議院議員総選挙で13選。
2016年9月27日、自由民主党憲法改正推進本部長に就任。

### 政界引退後
2017年10月8日、自身の膵臓がんが発見されたため、療養生活に入ることを理由に当初予定していた第48回衆議院議員総選挙への立候補を断念することを発表。長男の保岡宏武が後継候補として立候補したが、宏武は立憲民主党の川内博史に敗れ落選。
政界引退後も、憲法改正推進本部の特別顧問として引き続き自民党憲法改正案の策定にあたる。
2018年春の叙勲で旭日大綬章を受章。
2019年4月19日18時44分、膵臓がんのため、東京都内の病院で死去。79歳没。死没日をもって正三位に叙される。

## 議員としての役職
2007年4月1日から2008年3月31日までおよび2009年4月1日から2009年7月21日まで、裁判官弾劾裁判所裁判長を務めた。2016年10月28日からは裁判官訴追委員会委員長。

## 政策
- 憲法改正に賛成[20]。
- 集団的自衛権の行使を禁じた政府の憲法解釈を見直すことに賛成[20]。
- 日本の核武装について今後の国際情勢によっては検討すべきとしている[20]。
- 原子力規制委員会の新基準を満たした原発は再開すべきとしている[20]。
- 女性宮家の創設に反対[20]。
- 選択的夫婦別姓制度導入について、「どちらとも言えない」としている[21]。その一方で、選択的夫婦別姓制度導入に反対する請願を国会に提出している[22]。
- 日本のTPP参加に反対[20]。
- 国会で「テレビゲームによって子供は社会性や人間性を喪失し、規範意識も麻痺する」（いわゆるゲーム脳）と主張した[23]。

## 政治資金
- 2014年に、保岡が代表を務める政党支部が、談合で指名停止措置を受けた業者計4社から78万6千円の献金を受け取っていた[24]。

## 不祥事

### 結婚祝い金の支出
2014年、保岡が代表を務める同党鹿児島県第1選挙区支部が結婚祝い金として鹿児島市内の男女1組に3万円を支出していた。選挙区内の有権者への寄付を禁じた公職選挙法に抵触する可能性があるとして、支部は6日、保岡氏に全額を返還してもらい、政治資金収支報告書を訂正する方針を明らかにした。

### 年金未納
2004年5月、本人自ら自身の年金未納期間を明らかにしている（9年10ヶ月間）。

## 人物像
- 司法の畑を歩き続けてきた法務族議員で、パチンコ関連の議連の会長を務めるなど、パチンコ業界と密接な関係を持っていたことで知られる。
- 1983年、1986年、1990年、中選挙区で全国唯一の1人区だった旧奄美群島区で、保岡と徳洲会創設者の徳田虎雄が選挙で戦ったが、見張り小屋を設けての監視などが横行。親族や集落を二分する戦いとなり、両陣営から逮捕者が続出した[27]。なお、1996年衆院選から小選挙区制が導入され、保岡は鹿児島1区に移った[27]。
- 道路特定財源を資金源とする道路運送経営研究会（道路特定財源の一般財源化に反対している）から献金を受けている[28]。
- 2000年8月30日、かつて勝共活動に携わっていた統一教会信者を、そのことを知りながら法務大臣の秘書官として受け入れていたことが確認された[29]。日本共産党の機関紙しんぶん赤旗は、その秘書が1975年に韓国のソウルで開かれた合同結婚式で結婚しており、70年代には統一教会系大学新聞の全国組織の事務局長を務め、その後統一教会系企業（宝石販売業）で働き、そして保岡議員事務所の秘書であった統一教会メンバーの代わりとして保岡の個人事務所に勤務していたと報じている[30]。

## 選挙歴
| 当落 | 選挙                   | 執行日         | 年齢 | 選挙区         | 政党       | 得票数     | 得票率 | 定数 | 得票順位 /候補者数 | 政党内比例順位 /政党当選者数 |
| ---- | ---------------------- | -------------- | ---- | -------------- | ---------- | ---------- | ------ | ---- | ------------------ | ---------------------------- |
| 当   | 第33回衆議院議員総選挙 | 1972年12月10日 | 33   | 奄美群島選挙区 | 無所属     | 3万8305票  | 45.99% | 1    | 1/4                | /                            |
| 当   | 第34回衆議院議員総選挙 | 1976年12月05日 | 37   | 奄美群島選挙区 | 自由民主党 | 4万8430票  | 56.51% | 1    | 1/3                | /                            |
| 当   | 第35回衆議院議員総選挙 | 1979年10月07日 | 40   | 奄美群島選挙区 | 自由民主党 | 6万5651票  | 84.37% | 1    | 1/2                | /                            |
| 当   | 第36回衆議院議員総選挙 | 1980年06月22日 | 41   | 奄美群島選挙区 | 自由民主党 | 6万4789票  | 81.26% | 1    | 1/2                | /                            |
| 当   | 第37回衆議院議員総選挙 | 1983年12月18日 | 44   | 奄美群島選挙区 | 自由民主党 | 4万9643票  | 49.83% | 1    | 1/3                | /                            |
| 当   | 第38回衆議院議員総選挙 | 1986年07月06日 | 47   | 奄美群島選挙区 | 自由民主党 | 5万965票   | 51.16% | 1    | 1/3                | /                            |
| 落   | 第39回衆議院議員総選挙 | 1990年02月18日 | 50   | 奄美群島選挙区 | 自由民主党 | 4万7446票  | 48.19% | 1    | 2/3                | /                            |
| 当   | 第40回衆議院議員総選挙 | 1993年07月18日 | 54   | 旧鹿児島1区    | 自由民主党 | 10万1105票 | 19.88% | 4    | 1/9                | /                            |
| 当   | 第41回衆議院議員総選挙 | 1996年10月20日 | 57   | 鹿児島1区      | 自由民主党 | 7万659票   | 48.14% | 1    | 1/3                | /                            |
| 当   | 第42回衆議院議員総選挙 | 2000年06月25日 | 61   | 鹿児島1区      | 自由民主党 | 8万7729票  | 47.83% | 1    | 1/3                | /                            |
| 当   | 第43回衆議院議員総選挙 | 2003年11月09日 | 64   | 鹿児島1区      | 自由民主党 | 9万5841票  | 51.96% | 1    | 1/3                | /                            |
| 当   | 第44回衆議院議員総選挙 | 2005年09月11日 | 66   | 鹿児島1区      | 自由民主党 | 11万2437票 | 53.48% | 1    | 1/3                | /                            |
| 落   | 第45回衆議院議員総選挙 | 2009年08月30日 | 70   | 鹿児島1区      | 自由民主党 | 9万4226票  | 42.73% | 1    | 2/5                | /                            |
| 当   | 第46回衆議院議員総選挙 | 2012年12月16日 | 73   | 鹿児島1区      | 自由民主党 | 7万6652票  | 45.49% | 1    | 1/5                | /                            |
| 当   | 第47回衆議院議員総選挙 | 2014年12月14日 | 75   | 鹿児島1区      | 自由民主党 | 6万7376票  | 44.08% | 1    | 1/4                | /                            |

## 主な所属団体・議員連盟
- 自民党たばこ議員連盟[31]
- 神道政治連盟国会議員懇談会[32]
- 日本会議国会議員懇談会[32]
- 自民党遊技業振興議員連盟（会長）
- 時代に適した風営法を求める議員連盟（会長）
- みんなで靖国神社に参拝する国会議員の会
- TPP交渉における国益を守り抜く会
- 日韓議員連盟
- 日韓海底トンネル推進議員連盟
- 日朝国交正常化推進議員連盟
- 日本司法書士政治連盟（特別顧問）
- 国土審議会
- 小規模企業税制確立議員連盟

## 著作

### 単著
- 『政治改革と腐敗防止システム : "小選挙区"奄美群島区からの提言』東都書房、1991年10月10日。ISBN 9784886680600。
- 『政治主導の時代 : 統治構造改革に取り組んだ三〇年』中央公論新社、2008年1月。ISBN 9784120039072。

### 執筆
- 長野祐也編著 編「憲法改正は党派を超え幅広い合意形成を得るべき」『日本が動く時 政界キーパーソンに聞く』 Part 16、ぎょうせい、2017年1月。ISBN 9784324800843。

### 監修
- 『思春期を迎えた日本の政治 : 金権選挙区・奄美群島にみる中選挙区制度の終焉』東都書房、1990年7月10日。ISBN 9784886680570。